# جيجابت
جيجابت (بالإنجليزية: Gigabit) هي وحدة بت من وحدات تخزين المعلومات في الحواسيب.
1 جيجابت يعادل مليار بت.